# Zafarraya
Zafarraya ist eine Gemeinde in der Provinz Granada in Spanien. Sie hat 2.189 Einwohner (Stand: 2024).

## Fundort von Neandertalern

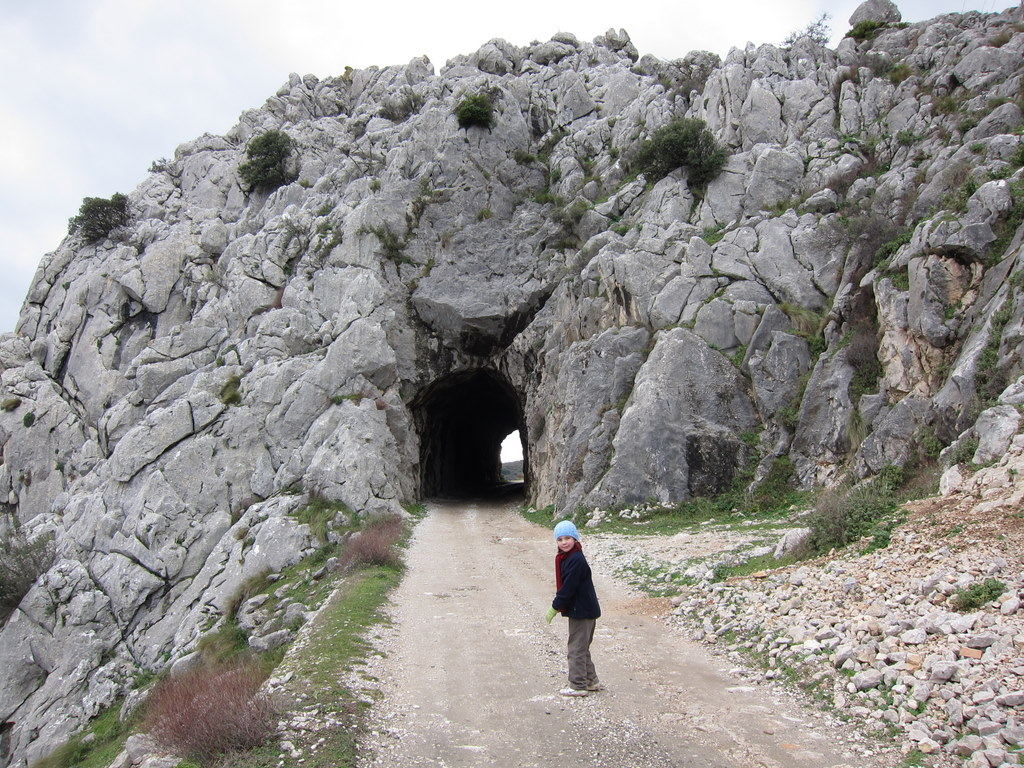
Boquete de Zafarraya

1983 fand man hier in der Höhle Cueva del Boquete die Überreste von Neandertalern, die laut einer Datierung von Thomas Higham rund 45.000 Jahre alt sind. Ebenfalls wurden Steinwerkzeuge aus der Epoche des Moustérien geborgen.

## Erdbeben 1884

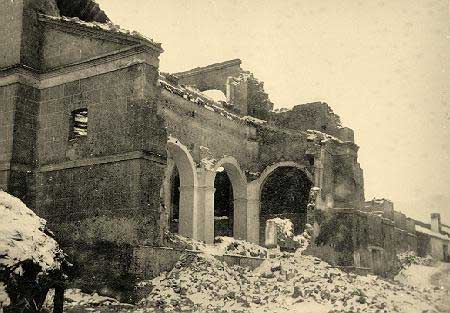
Vom Erdbeben zerstörte Kirche in Zafarraya

Am 25. Dezember erschütterte das Erdbeben von Andalusien 1884 weite Teile der Axarquía (der östliche Teil der Provinz Málaga) und Teile der Provinz Granada. Bei dem Erdbeben waren insgesamt 900 Tote zu beklagen. Zafarraya und Arenas del Rey, in deren unmittelbarer Nähe das Epizentrum des Bebens lag, wurden vollständig zerstört.